# 不瘦降之謎


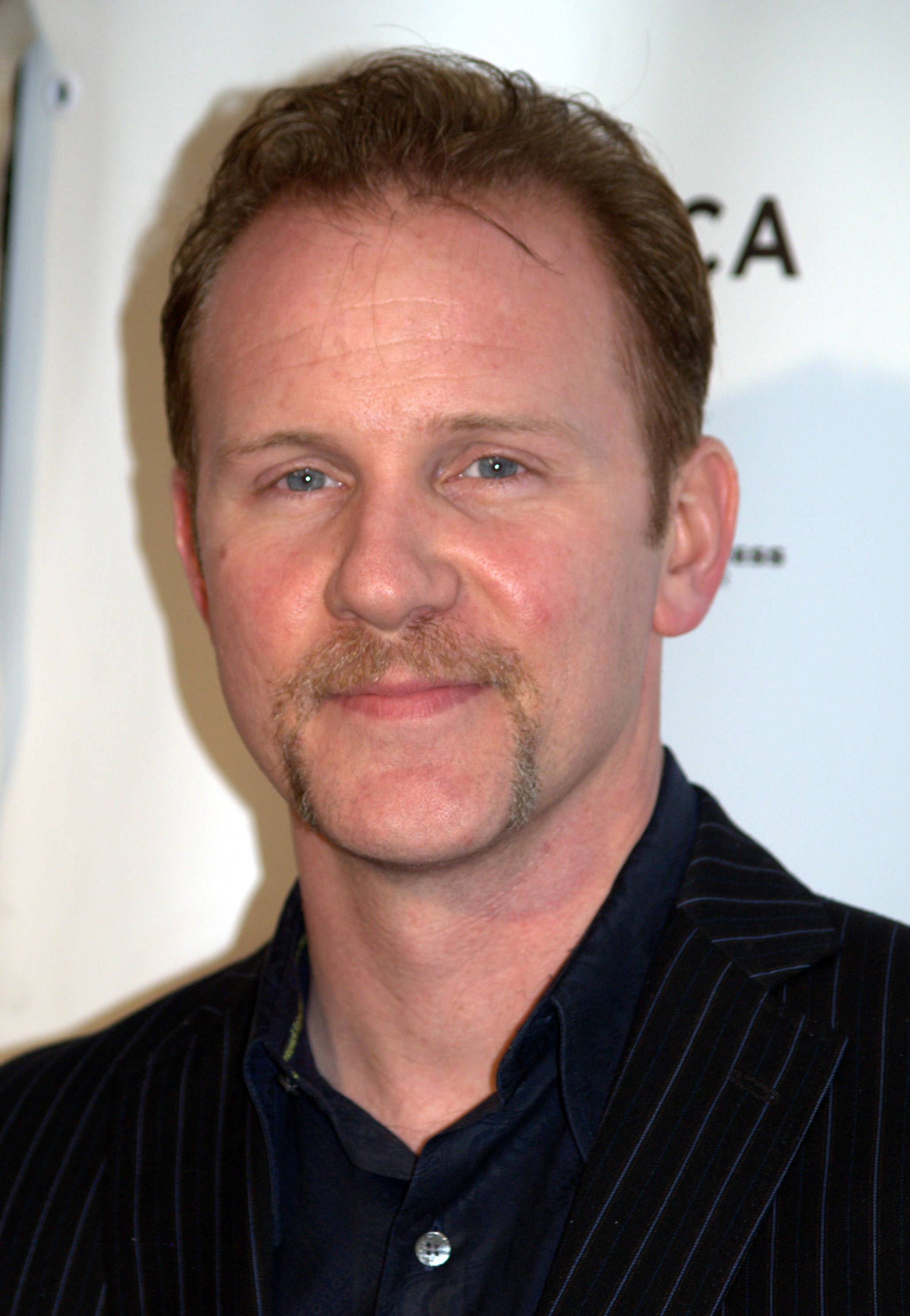
导演摩根·史柏路克在翠贝卡电影节

，由美國電影導演摩根·史柏路克（Morgan Spurlock）所製作、導演、編劇及主演的紀錄片，內容以他從2003年2月起連續30日只進食麥當勞食品的情況，顯示經常進食麥當勞食品對生理及心理健康的負面影響。
正式開始之前，史柏路克全面戒菸禁酒．甚至二手菸也不接觸，以免加重身體負擔。
開始時，33歲的史柏路克身高6英尺2英寸（188）、體重185磅（84）、身高體重指數（BMI）為23.7、體脂肪率約11%，健康水平為中上，接著他連續30日三餐均進食麥當勞食品，並且規定一定要同意服務員誘請將套餐「加大碼」（Super size）。30日後，他的體重為210磅（95）、增加了25磅（11），BMI為26.87，體脂肪率約為18%。醫生檢查出他有憂鬱症和肝臟衰竭的跡象。此紀錄片拍攝完成後，史柏路克花費14個月的時間才回復至原來的體重，其中食用大量蔬果，以及適當體能鍛鍊。
《麥胖報告》的續集《麥胖報告2》（Super Size Me 2: Holy Chicken!）同樣由摩根·史柏路克執導，於2017年9月在多倫多國際影展首映，並於付費訂閱制的YouTube Red上架。

## 後續影響
在英國，麥當勞公司在這部紀錄片的影展預告片中插進了一支簡短廣告。此廣告表達了該公司的立場：「有些我們不同意，但是有些我們是同意的。」
這部紀錄片啟發了BBC製作電視影集《The Supersizers...》的靈感，兩位節目主持在節目中享用一些歷史上的經典美食，並且透過醫學檢測來探究他們的健康影響。
在此片後，摩根·史柏路克擔任電視節目《三十天》（30 Days）的導演，此節目是在每一集都邀請一位主角，沿用《麥胖報告》模式，針對某個主題持續做30日的重複行為，例如：在沃爾瑪連鎖超市工作30天；並且搭配與這個主題有關的社會議題探討。

## 外部連結
- 互联网电影数据库（IMDb）上《麥胖報告》的资料（英文）
- AllMovie上《麥胖報告》的资料（英文）
- 爛番茄上《麥胖報告》的資料（英文）
- Box Office Mojo上《麥胖報告》的資料（英文）
- Metacritic上《麥胖報告》的資料（英文）
- 開眼電影網上《麥胖報告》的資料（繁體中文）
- Yahoo奇摩電影上《麥胖報告》的資料（繁體中文）
- 豆瓣电影上《麥胖報告》的資料 （简体中文）
- 时光网上《麥胖報告》的資料（简体中文）